# Jean-Paul Donald-Potard
 (décembre 2019).
Si vous disposez d'ouvrages ou d'articles de référence ou si vous connaissez des sites web de qualité traitant du thème abordé ici, merci de compléter l'article en donnant les références utiles à sa vérifiabilité et en les liant à la section « Notes et références ».
 (avril 2021).
La mise en forme du texte ne suit pas les recommandations de Wikipédia : il faut le « wikifier ».
Les points d'amélioration suivants sont les cas les plus fréquents :
- Les titres sont pré-formatés par le logiciel. Ils ne sont ni en capitales, ni en gras.
- Le texte ne doit pas être écrit en capitales (les noms de famille non plus), ni en gras, ni en italique, ni en « petit »…
- Le gras n'est utilisé que pour surligner le titre de l'article dans l'introduction, une seule fois.
- L'italique est rarement utilisé : mots en langue étrangère, titres d'œuvres, noms de bateaux, etc.
- Les citations ne sont pas en italique mais en corps de texte normal. Elles sont entourées par des guillemets français : « et ».
- Les listes à puces sont à éviter, des paragraphes rédigés étant largement préférés. Les tableaux sont à réserver à la présentation de données structurées (résultats, etc.).
- Les appels de note de bas de page (petits chiffres en exposant, introduits par l'outil «  Source ») sont à placer entre la fin de phrase et le point final[comme ça].
- Les liens internes (vers d'autres articles de Wikipédia) sont à choisir avec parcimonie. Créez des liens vers des articles approfondissant le sujet. Les termes génériques sans rapport avec le sujet sont à éviter, ainsi que les répétitions de liens vers un même terme.
- Les liens externes sont à placer uniquement dans une section « Liens externes », à la fin de l'article. Ces liens sont à choisir avec parcimonie suivant les règles définies. Si un lien sert de source à l'article, son insertion dans le texte est à faire par les notes de bas de page.
- La présentation des références doit suivre les conventions bibliographiques. Il est recommandé d'utiliser les modèles {{Ouvrage}}, {{Chapitre}}, {{Article}}, {{Lien web}} et/ou {{Bibliographie}}. Le mode d'édition visuel peut mettre en forme automatiquement les références.
- Insérer une infobox (cadre d'informations à droite) n'est pas obligatoire pour parachever la mise en page.

Pour une aide détaillée, merci de consulter Aide:Wikification.
Si vous pensez que ces points ont été résolus, vous pouvez retirer ce bandeau et améliorer la mise en forme d'un autre article.
Pour les articles homonymes, voir Potard.
Jean-Paul Donald Potard plus connu sous le nom de Donald Potard est un entrepreneur français né à Bourg-la-Reine (Hauts-de-Seine) le 26 octobre 1953.
Après une formation de théâtrologue à l'université Paris III, il commence une carrière à l'Opéra de Paris en tant qu'assistant metteur en scène de Horst Zankel (La Flûte enchantée) avant de rejoindre le Théâtre national du Limousin et le Festival international du théâtre de Nancy avec Jack Lang.

## Le monde du luxe et de la mode
Il rejoint dès 1976 son ami d'enfance Jean-Paul Gaultier pour accompagner la création de sa société. Successivement réalisateur des premiers défilés, directeur de la communication du groupe et directeur général (1984), il prend la présidence du Groupe en 1991.
La même année, il se rapproche de Shiseido et signe avec Chantal Roos un accord pour le lancement d'une ligne de parfums et de cosmétiques, qui donnera naissance au Classique (1993) et au Mâle (1995). Par la suite, Jean-Paul Donald Potard crée quinze filiales du groupe dans le monde, ainsi que Gaultier Paris pour la haute couture de Jean-Paul Gaultier, en 1996. Il achète le Palais des Arts de l'Avenir du Prolétariat (325, rue Saint-Martin), bâtiment  de 5 000 m2 au cœur de Paris. Afin de créer une distribution captive, il va chercher l'appui de Jean-Louis Dumas, président d'Hermès, avec lequel il signe un accord de participation et cette maison devient associée du groupe. Il ouvre des boutiques[réf. nécessaire] dans dix pays dont le design est confié à Philippe Starck.
Parallèlement, il exerce des responsabilités à la Fédération française de la couture et à la Chambre syndicale du prêt-à-porter des créateurs dont il est vice-président, puis président de 1995 à 1999.
Il quitte le groupe Jean Paul Gaultier en 2005 pour rejoindre le groupe britannique Marchpole Holdings en qualité de CEO de la branche continentale du groupe. À ce titre, il sera CEO de Jean-Charles de Castelbajac et de Emanuel Ungaro pour l’homme.
En 2006, il crée la société Agent de luxe, destinée à donner vie à un lien entre le monde de l'entreprise et le monde du luxe et de la création. Représentant plus de 100 créateurs de la mode, de la beauté, du design et du luxe, Agent de Luxe relie ceux-ci avec des entreprises désireuses d'innover autour de produits et/ou services originaux[réf. nécessaire].
Parallèlement, il prend en charge, de 2012 à 2018, la direction des études de mode à l'université américaine Paris College of Art, anciennement Parsons à Paris fondée en 1986. Il donne fréquemment des conférences sur le management du luxe dans les universités européennes. en 2016, il crée en France, le premier Master universitaire « Haute Couture-Haute Technologie ». Depuis 2019, il en est Professor Emeritus.
Depuis 2019, il est Vice-président  de l'International Arts Campus.

## La Franc-maçonnerie
Il entre en maçonnerie à la Grande Loge nationale française, à l'âge de 22 ans, en 1976 ; à 30 ans, il est l'un des plus jeunes vénérables de France. Il quitte la GLNF pendant la crise de 2012 et est membre de la Grande Loge de l'Alliance maçonnique française (GLAMF)[réf. nécessaire]. Il a fait partie du conseil de surveillance de cette obédience de 2017 à 2020 avant de rejoindre la GLNF en 2023.
En 1999, Donald Potard fonde et préside les « Enfants de Cambacérès », la première fraternelle maçonnique réunissant des francs-maçons et franc-maçonnes LGBT. L'objectif est de travailler et promouvoir des propositions de progrès et de tolérance autour de la question gay et lesbienne. En avril 2006, les réflexions des « Enfants de Cambacérès » ont suscité la parution du premier livre blanc de cette association : Homosexualité et franc-maçonnerie, les valeurs initiatiques à l’épreuve des préjugés. Un second volume est en préparation. Il est aujourd'hui le président d'honneur de cette fraternelle et membre du conseil des fondateurs[réf. nécessaire].
En 2018, il cofonde la fraternelle du luxe : Le Triangle d’or.
Parallèlement, il occupe pendant plusieurs années la vice-présidence de la fédération du Cercle européen des fraternelles. Sous son impulsion, naît « La journée des fraternelles » qui rassemble annuellement les fraternelles adhérentes à la FCEF.  Il est élu président de la Commission Inter Obédientielle des fraternelles et représentant à la CIO de la Grande Loge de l'Alliance maçonnique française. Il en est aujourd’hui président d’honneur.

## Link
En 2009, il cofonde le fonds de dotation Link pour la lutte contre le SIDA dont le but est de lever des fonds pour l'association AIDES. Il en est vice-président de 2009 à 2019.

## Protestantisme
Donald Potard vient d'une famille protestante dont les origines confessionnelles remontent à la Réforme. Baptisé à l'église luthérienne de Bourg-la-Reine, il est Prédicateur laïc à l'Église Protestante Unie de Fontainebleau. Longtemps conseiller presbytéral à l'église luthérienne des Billettes, il y crée, pour la journée de la Réformation, le rassemblement annuel des Églises luthériennes françaises et Étrangères à Paris. L'Église Protestante Unie de France ayant voté en Synode national l'accord pour le Mariage des personnes de même sexe, Il se  marie à l’Église des Billettes avec Olivier Laude le 18 juin 2016, après la cérémonie civile à la mairie du IV arrondissement de Paris[réf. nécessaire].

## Autres activités
. En 2023, il confonde le fonds de dotation Partâge destiné à accueillir les LGBT âgés et seuls dans des maisons de repos pour éviter leur ostracisme dans les maisons de repos non inclusives. Il en est aujourd’hui membre du conseil d’administration.
- Membre du collège des découvreurs de talents et membre du jury du sommet du luxe et de la création depuis juillet  2006
- Membre de la Commission nationale des entreprises du patrimoine vivant
- Vice-président du CA du Centre national du costume de scène depuis janvier 2006
- Membre du Conseil d’administration du Festival d’Hyères pour la jeune création depuis 1999
- Membre du jury de l’IFM (Institut français de la mode) depuis 1998
- Conseiller municipal de Saint-Germain-sur-École en 2021-2022 avant son installation à Rouen

## Distinctions
- Chevalier de la Légion d'honneur
- Chevalier de l'ordre national du Mérite
- Professor Emeritus du Paris College of Art